# Volker Rohde
Volker Rohde (* 4. Mai 1939 in Greifswald; † 22. Oktober 2000) war ein deutscher Dirigent und Hochschullehrer. Nachdem er von 1976 bis 1979 Chefdirigent des Händelfestspielorchesters Halle gewesen war, wirkte er im Anschluss als stellvertretender Chefdirigent an der Staatsoper Dresden und als musikalischer Oberleiter an der Oper Leipzig.

## Leben
Volker Rohde wurde 1939 in Greifswald geboren. Er studierte bei Willy Niepold und Horst Förster an der Deutschen Hochschule für Musik Berlin.
1962/63 wurde er Solo-Repetitor am Landestheater Altenburg. Danach wechselte er an die Komische Oper Berlin. Von 1968 bis 1970 war er als Chordirektor an den Städtischen Bühnen Zwickau tätig, wo er 1969 mit der Opera buffa Il barbiere di Siviglia von Giovanni Paisiello sein Debüt als Operndirigent gab. 1970 wurde er in Zwickau erster Kapellmeister. Von 1972 bis 1976 war er erster Kapellmeister an der Staatsoper Dresden. Im Anschluss wurde er musikalischer Oberleiter in Halle. Als solcher war er von 1976 bis 1979 Chefdirigent des Händelfestspielorchesters Halle. 1978 dirigierte er die Händel-Oper Radamisto in einer Inszenierung von Martin Schneider. Anlässlich der Händel-Festspiele. 1981/82 übernahm er die musikalische Leitung bei der Christian-Pöppelreiter-Inszenierung von Bibers Arminius an der Komischen Oper Berlin. 1981 führte er mit der Dresdner Philharmonie Günter Neuberts Lessing-Fabeln für Tenor, Chor und Orchester (mit Joachim Vogt) urauf. 1983 wurde er stellvertretender Chefdirigent der Staatsoper Dresden. Zusammen mit der Kammerharmonie der Staatskapelle Dresden eröffnete er mit der Uraufführung von Weiss’ Musik für acht Bläser die Dresdner Musikfestspiele 1984. Im Jahr 1990 wurde er musikalischer Oberleiter an der Oper Leipzig. Nach dem Rücktritt Lothar Zagroseks als Generalmusikdirektor 1992 nahm er auf Wunsch des Intendanten Udo Zimmermann dessen Pflichten wahr. Zu seinem Repertoire gehörten u. a. Wagner, Rossini und Mozart. So leitete er in Leipzig 1992 die Premiere der John-Dew-Inszenierung von Mozarts Così fan tutte. Mit Ligetis Le Grand Macabre übernahm er auch das Dirigat bei einer zeitgenössischen Oper. „Der routinierte, aber künstlerisch blasse“ Rohde, so Fritz Hennenberg, musste dann allerdings Jiří Kout weichen.
Im Jahr 1988 wurde er an der Hochschule für Musik Carl Maria von Weber Dresden zum Professor mit künstlerischer Lehrtätigkeit ernannt. Danach lehrte er an der Hochschule für Musik und Theater „Felix Mendelssohn Bartholdy“ Leipzig, wo die Lehrverpflichtung im Fach Dirigieren mit der Leitung des Hochschulsinfonieorchesters kombiniert, dem er von 1992 bis 1997 in der Nachfolge Christian Kluttigs vorstand. Ab 1998 war er an der Staatlichen Hochschule für Musik Trossingen tätig. Darüber hinaus wirkte er in Leipzig (1992) und Reutlingen (1998) als künstlerischer Leiter für Orchesterdirigenten des Dirigentenforums des Deutschen Musikrats. Zu seinen Schülern gehörten u. a. Roland Kluttig, Henrik Schaefer und Gernot Schulz.
Gastreisen führten ihn als Dirigent und Liedbegleiter durch ganz Europa. Außerdem legte er zahlreiche Rundfunkaufnahmen vor.
Rohde war verheiratet und Vater eines Kindes.

## Auszeichnungen
- 1969: Zweiter Platz beim Dresdner Carl-Maria-von-Weber-Wettbewerb für Dirigenten[18]
- 1974: Vierter Platz beim internationalen Dirigentenwettbewerb in Budapest,[17] ausgeschrieben durch das ungarische Fernsehen[19]